# TRIPLE-P
TRIPLE-P（トリプル・ピー）は、日本の姉弟2人組ユニットである。
2004年12月結成。インディーズレーベルClimax Entertainment所属。
友好人物はアントニオ猪木、春一番。

## メンバー
ALICE（アリス、1986年11月18日、AB型） Vocal、作詞、沖縄県出身
- 2004年にはソロで明梨澄の名義で3枚のシングルをリリースしている
- 好きなアーティストはBLACK EYED PEAS Gwen Stefani
- 所属しているClimax Entertainmentの情報TV番組C-styleでは司会をしている
- FM沖縄では21時55分から5分間「アリスのミュージックダイアリー」でDJを５年間務めていた

SHUM（シュン、1989年2月8日、AB型） プロデューサー、MC、作詞、作曲、沖縄県出身
- 2006年10月4日から2010年7月18日までFMニライから毎週水曜の17:00 - 18:00「SHUNのほんとうのラジオ」でDJを務めていた
- TRIPLE-PのCDジャケット制作やPVのディレクションなどをしている
- 大のドラゴンボール好きであり、鳥山明を尊敬している
- 大のONE PIECEフリークでもある
- 別名「2YoVid MC」
- 2008年4月に「SHUN」から「SHUM」へ改名した
- ジャニーズJr.のKis-My-Ft2に楽曲を提供
- HYのロゴマークもSHUMによるデザイン
- 2010年からはソロでSHUM from TRIPLE-P名義で活動を始め、2枚のシングルをリリースしている
- 2012年に「SHUM」から「iamSHUM」へ改名し、新たなユニット FUTURE BOYZ としての活動開始。

## 元メンバー
DAVID（デイビット、本名David Archuleta、デイビッド・アーチュリータ、1982年5月5日、B型） MC、作詞、アメリカ合衆国ニューメキシコ州出身
- 一身上の事情で2007年2月24日公式サイトで脱退を発表した
- TRIPLE-P SHOW 〜SEASON1〜まで参加している

## サポートメンバー
DJ KOME（コメ、現在サポート役）
- 元 Soul CampのDJ
- TRIPLE-Pの他にも数々のアーティストと活動中

DJ BOB（ボブ、旧サポート役）
- SHUMと同級生であり、親友である
- 現在TRIPLE-のライブでDJを務める

DJ 店長（てんちょう、旧サポート役）
- TRIPLE-のライブでDJを務めていた

## ディスコグラフィー

### インディーズ盤
- 夢（2005年4月23日）（エンハンスド仕様）
- Change the World（2005年7月15日）（エンハンスド仕様）

- どこまでも!!（2006年4月26日）
- 夢（2006年5月17日）
- Change the World（2006年5月17日）
- JUMP（2006年7月19日）
- SAMBA（2007年10月3日）

### アルバム
- TRIPLE-P in Wonderland（2008年4月23日）

### ミニアルバム
- TRIPLE-P SHOW 〜SEASON1〜（2006年12月6日）
- TRIPLE-P SHOW 〜SEASON2〜（2007年4月25日）
- TRIPLE-P SHOW 〜SEASON3〜（2009年10月7日）

### DVD
- TRIPLE-P SHOW 2008-2009 LIVE@OKINAWA（2009年4月22日）
- TRIPLE-P SHOW 2009 in American Village（2009年12月23日）

### ライブ会場限定
- Coming Soon（2008年1月26日）
- PALY BOY（2008年2月23日）
- Dear my bady...（2008年3月22日）

### TRIPLE-P vs アントニオ猪木
- 道（2007年7月11日）